# Luftgau XII
Luftgau XII foi um dos Distritos Aéreos da Luftwaffe, durante a Alemanha Nazi. Formado a 4 de Abril de 1938, em Giessen, foi dissolvido a 1 de Abril de 1944.

## Comandantes
- Heinrich Burchard, 1 de Julho de 1938 - 14 de Agosto de 1940[1]
- Max Ziervogel, 14 de Agosto de 1940 - 31 de Outubro de 1942[1]
- Herbert Giese, 1 de Novembro de 1942 - 1 de Abril de 1944[1]